# Бэрри, Клэр
Клэр Бэрри (англ. Claire Barry, первоначальное имя — Кла́ра Бе́йгельман, англ. Clara Bagelman, в замужестве — Claire Barry Easton; 17 октября 1920, Нью-Йорк — 22 ноября 2014, Авентура) — американская певица, известная своим участием в эстрадном дуэте «Сёстры Бэрри», специализировавшемся на свинговых аранжировках еврейских песен.

## Биография
Клара Бейгельман родилась в Бронксе, в семье еврейских иммигрантов из России и австрийской Галиции Германа Бейгельмана (1891—1971) и Эстер Бейгельман (в девичестве Токаер, 1902—1947). Позже родились её сёстры Минни (Мерна, 1923—1976), Силия (1930) и Джулия (1935). Отец, уроженец Бердичева Хаим (Герман) Бейгельман, занимался укладкой линолеума.
Специального музыкального образования не получила. Разговорным языком в семье был идиш, и детский дуэт «Сёстры Бейгельман» (включавший помимо Клары также её младшую сестру Минну) с 1932 года начал выступать на этом языке. Репертуар дуэта составляли главным образом современные театральные шлягеры на идише в модной в тот период свинговой обработке. На протяжении 1930-х годов дуэт был постоянным участником нью-йоркских детских радиопередач на идише, и уже в конце десятилетия выпустил несколько грамзаписей для фирм RCA Victor, Roulette Records и Banner Records с клезмерским кларнетистом Дэйвом Тарасом и аранжировщиком Эйбом Эльштейном, а позже — с тенором Симором Рехтцайтом.
В попытке выйти на более широкую сцену и обрести взрослый имидж, в 1940-х годах дуэт стал называться «Сёстры Бэрри» (The Barry Sisters), а сами певицы соответственно — Мерна и Клэр Бэрри. Джазовые аранжировки в этот период начали доминировать в репертуаре дуэта, но основу материала по-прежнему составляли шлягеры американского еврейского театра с вкраплением народных песен, а позднее также некоторого количества песен на английском языке (обыкновенно двуязычных англо-еврейских) и иврите. Главным хитом дуэта в это время был «Ба мир бисту шейн», позже приобретший широкую популярность в английском варианте сестёр Эндрюс. Первую долгоиграющую пластинку дуэт «Сёстры Бэрри» выпустил в 1954 году, последнюю — в 1974 году.
В 1976 году от злокачественного новообразования головного мозга умерла Мерна Бэрри, и Клэр Бэрри на некоторое время прекратила эстрадную деятельность. С конца 1980-х годов она начала принимать участие в концертах с другими исполнителями еврейской песни, а также выступала с регулярными концертами в пансионатах в Катскиллских горах. В 2004 году участвовала в программе «The Yiddish Radio Project» на National Public Radio, выступала в театре «Фолксбинэ». Гастролировала в совместных программах с Эмилем Горовцем и Яковом Явно. Всю свою жизнь Клэр Бэрри жила в Нью-Йорке, но после смерти мужа в 1998 году поселилась рядом с дочерью в Авентуре (штат Флорида).

## Семья
- Первый муж — Альберт Вайнберг.
  - Дочь — Джой Паргман.
- Второй муж — Роберт Истон, зубной врач[20].